# Final do Campeonato Europeu de Futebol de 2012
A final do Campeonato Europeu de Futebol de 2012 foi uma partida de futebol realizada em 1 de julho de 2012 no Complexo Esportivo Nacional Olímpico em Kiev, Ucrânia. Ela foi disputada entre a detentora do título Espanha e a Itália para decidirem o vencedor do Campeonato Europeu de Futebol de 2012, com os espanhóis saindo-se vitoriosos e como a primeira equipe a conquistar dois torneios europeus consecutivos. Esta foi a quarta aparições em finais para a Espanha e a terceira para a Itália. Os espanhóis anteriormente tinham participado de oito edições dos torneio, tendo-se sagrado campeões em 1964 e 2008. Pelo outro lado os italianos já tinham competido em sete campeonatos, com seu melhor resultado tendo sido a conquista do título em 1968.
Os dois países garantiram sua participação na competição ao ficarem na primeira posição de seus grupos nas eliminatórias, respectivamente os Grupo I e C. As duas seleções foram sorteadas para o mesmo grupo na competição, o Grupo C, enfrentando-se na primeira partida de ambas, que terminou empatada em 1–1. Os espanhóis venceram seus dois jogos seguintes contra Irlanda e Croácia e terminaram a fase de grupos em primeiro lugar, com os italianos ficando em segundo após outro empate diante da Croácia e uma vitória contra a Irlanda. A Espanha enfrentou e derrotou a França e Portugal numa disputa por pênaltis na fase eliminatória para conseguir chegar a final, já a Itália passou pela Inglaterra também em um duelo de pênaltis e pela Alemanha.
A partida final começou com os dois times procurando o ataque, com a Espanha abrindo o placar aos catorze minutos com um gol de David Silva. A Itália tentou reagir e conseguiu realizar alguns ataques perigosos, porém sofreu o segundo gol aos 41 minutos em cabeçada de Jordi Alba. Os italianos realizaram alterações com o objetivo de ficarem com maior poderio de ataque, entretanto criaram poucas chances. Thiago Motta deixou o campo aos quinze minutos com lesão depois da Itália ter feito todas as suas substituições, deixando o time com apenas dez jogadores. Os espanhóis marcaram o terceiro gol com Fernando Torres aos 39 minutos, que quatro minutos depois deu assistência para Juan Mata fechar o placar em 4–0 e assim sagrar a Espanha como campeã europeia.

## Antecedentes
Antes do Campeonato Europeu de Futebol de 2012, a Espanha já tinha participado de oito edições do torneio: 1964, 1980, 1984, 1988, 1996, 2000, 2004 e 2008. Em sua primeira participação, a equipe derrotou na prorrogação a Hungria na semifinal e em seguida venceu a detentora do título União Soviética para conquistar o campeonato. Em sua próxima participação em 1980, os espanhóis não passaram da fase de grupos. Na competição seguinte a Espanha chegou na final, porém foi derrotada pela França. Os espanhóis novamente caíram na fase de grupos em 1988, enquanto em 1996 e 2000 a equipe foi derrotada nas quartas de final. Mais uma eliminação na fase de grupos ocorreu em 2004, porém a Espanha conquistou seu segundo título em 2008 com uma vitória contra a Alemanha.
Já a Itália tinha participado ao todo de sete torneiros nos anos de 1968, 1980, 1988, 1996, 2000, 2004 e 2008. Logo em sua primeira participação a equipe conquistou o título contra a Iugoslávia depois de uma final disputada em duas partidas. Os italianos retornaram para a competição doze anos depois e alcançaram a quarta posição após perderem uma disputa por pênaltis para a Tchecoslováquia. Em 1988, a seleção perdeu a semi-final para a União Soviética. A Itália não conseguiu passar da fase de grupos na edição de 1996, enquanto na edição seguinte a equipe foi derrotada na final diante da França na prorrogação com um gol de ouro. Uma nova eliminação na primeira fase ocorreu em 2004, seguida em 2008 por uma derrota nas quartas de final para a Espanha em uma disputa de pênaltis.
A Espanha caiu no Grupo I das eliminatórias para o Campeonato Europeu de 2012, junto com Escócia, Liechtenstein, Lituânia e República Tcheca. Os espanhóis venceram todas as suas oito partidas e terminaram na primeira colocação de seu grupo. Já a Itália foi sorteada no Grupo C ao lado de Eslovênia, Estônia, Ilhas Feroe, Irlanda do Norte e Sérvia. Os italianos ficaram invictos com oito vitórias e apenas dois empates, também terminando a qualificação em primeiro de seu grupo.
Antes da final, espanhóis e italianos já tinham se enfrentado em trinta partidas, com doze vitórias para a Itália, oito para a Espanha e dez empates. O confronto mais recente até então, excluindo a partida disputada na primeira fase do Campeonato Europeu de 2012, tinha ocorrido em um amistoso disputado em agosto de 2011, quando a seleção italiana venceu por 2–1. Em competições oficiais a Espanha nunca tinha conseguido vencer da Itália no tempo regulamentar, com sua única vitória tendo ocorrido em uma disputa por pênaltis no Campeonato Europeu de 2008. As duas seleções já tinham se enfrentado quatro vezes em competições europeias, a primeira na edição de 1980 do torneio, com o resultado geral sendo três empates e uma vitória para a Itália no campeonato de 1988 (excluindo a vitória espanhola nos pênaltis em 2008).

## Caminho até a Final

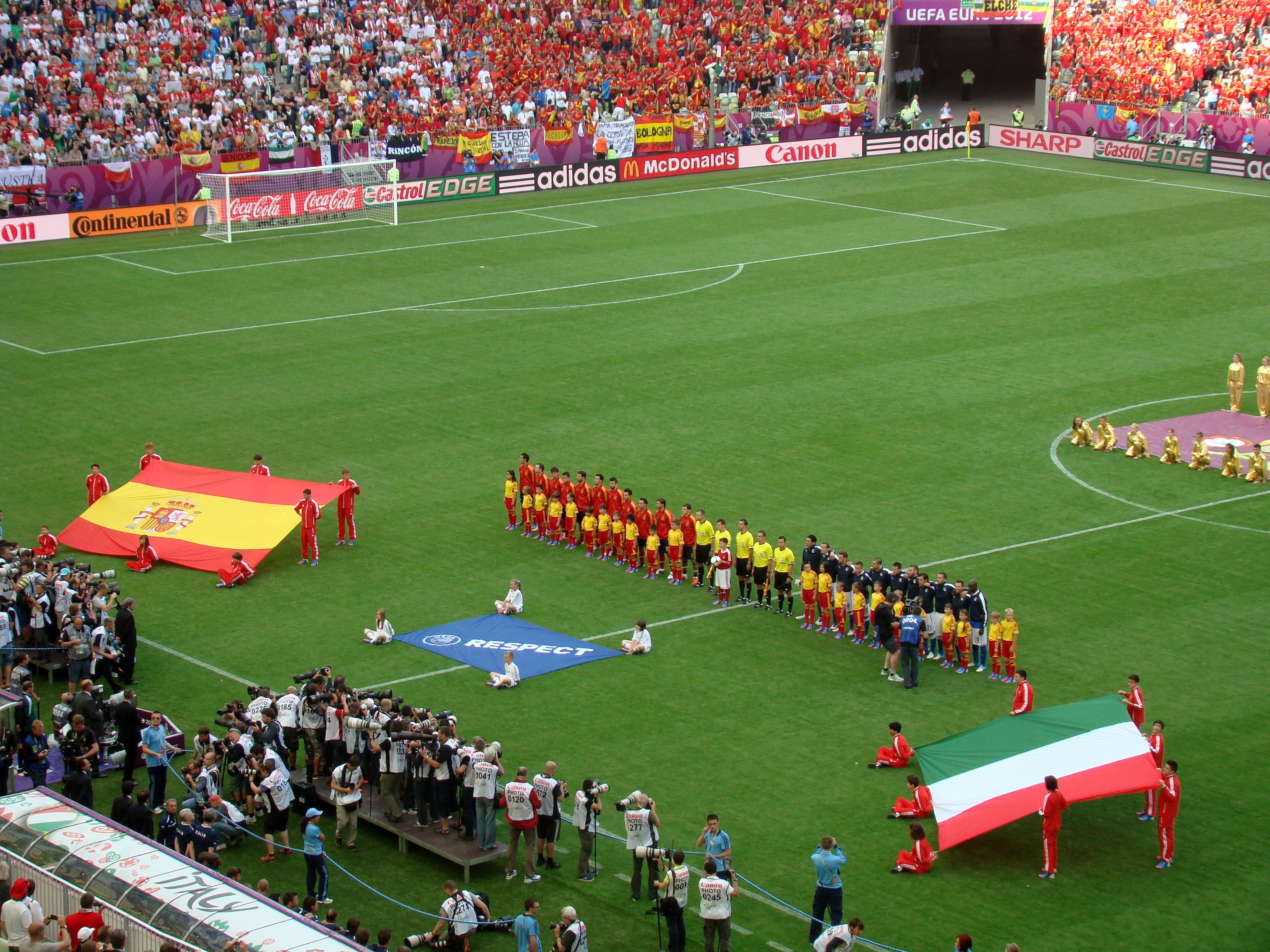
O duelo entre Espanha e Itália durante a fase de grupos do campeonato.

Espanha e Itália foram sorteadas para o mesmo grupo do Campeonato Europeu, o Grupo C, de forma que também jogariam sua primeira partida na competição em 10 de junho de 2012 na PGE Arena Gdańsk em Gdansk, Polônia. O jogo começou com os italianos assumindo uma postura muito mais ofensiva, com chances criadas por Andrea Pirlo, Antonio Cassano e Thiago Motta, que foram chutadas para fora ou defendidas pelo goleiro Iker Casillas. As principais chances espanholas saíram com Cesc Fàbregas e Andrés Iniesta, porém também foram para fora. O atacante italiano Antonio Di Natale entrou em campo como substituto no segundo tempo e abriu o placar aos dezesseis minutos, porém Fàbregas igualou para os espanhóis três minutos depois. O empate de 1–1 se manteve até o final da partida. Este resultado interrompeu a sequência de catorze vitórias seguidas da Espanha.
Depois do empate, a Espanha enfrentou a Irlanda. Os espanhóis marcaram logo nos primeiros minutos com Fernando Torres e David Silva fez o segundo logo depois do intervalo se aproveitando de rebote do goleiro, com Torres e Fàbregas ampliando para o placar final de 4–0. A partida seguinte foi contra a Croácia, com ambas as seleções precisando de uma vitória para poderem avançar de fase. O jogo foi tenso e disputado e o único gol saiu aos 43 minutos do segundo tempo dos pés de Jesús Navas, que deu a classificação para sua equipe em primeira do grupo. O oponente das quartas de final foi a França, com a Espanha saindo vitoriosa por 2–0 depois de dois gols de Xabi Alonso, um de cabeça aos dezenove do primeiro tempo e outro de pênalti já nos acréscimos do segundo. A disputa da semifinal foi em um jogo equilibrado contra Portugal; as duas equipes criaram várias oportunidades, porém não conseguiram marcar no tempo regulamentar. A situação se manteve na prorrogação e a partida foi para a disputa de pênaltis. Nesta, os portugueses perderam duas cobranças e Fàbregas converteu a última para levar os espanhóis até a final.
A Itália seguiu o empate na abertura com um confronto contra a Croácia, assumindo uma postura ofensiva e abrindo o placar antes do intervalo com uma cobrança de falta de Pirlo. Os croatas ficaram mais ofensivos no segundo tempo e conseguiram empatar com Mario Mandžukić aos 27 minutos, deixando o placar final em 1–1. A próxima partida foi diante da Irlanda, precisando da vitória e uma combinação de resultado e placar na partida entre Espanha e Croácia para poder avançar. Cassano marcou aos 35 minutos do primeiro tempo e depois a equipe diminuiu seu ritmo na segunda etapa, com Mario Balotelli fazendo o segundo já aos 45 minutos para uma vitória de 2–0. A Itália se classificou em segundo do grupo graças à derrota croata diante dos espanhóis. Seu oponente nas quartas de final foi a Inglaterra, com as duas equipes realizando uma partida disputada e com várias chances, porém nenhum lado conseguiu marcar no tempo normal e na prorrogação. Nos pênaltis, os ingleses desperdiçaram duas cobranças e os italianos avançaram de fase. A semifinal foi contra a Alemanha e a Itália abriu o placar aos vinte minutos do primeiro tempo com Balotelli, que marcou novamente dezesseis minutos depois. Os alemães reagiram com algumas boas jogadas no segundo tempo, porém só conseguiram diminuir nos acréscimos com Mesut Özil de pênalti, deixando o placar final em 2–1.
| Pos | Equipe  | Pts | J | V | E | D | GP | GC | SG | Classificado          |
| --- | ------- | --- | - | - | - | - | -- | -- | -- | --------------------- |
| 1   | Espanha | 7   | 3 | 2 | 1 | 0 | 6  | 1  | +5 | Equipes classificadas |
| 2   | Itália  | 5   | 3 | 1 | 2 | 0 | 4  | 2  | +2 | Equipes classificadas |
| 3   | Croácia | 4   | 3 | 1 | 1 | 1 | 4  | 3  | +1 | Eliminado             |
| 4   | Irlanda | 0   | 3 | 0 | 0 | 3 | 1  | 9  | −8 | Eliminado             |

| Pos | Equipe  | Pts | J | V | E | D | GP | GC | SG | Classificado          |
| --- | ------- | --- | - | - | - | - | -- | -- | -- | --------------------- |
| 1   | Espanha | 7   | 3 | 2 | 1 | 0 | 6  | 1  | +5 | Equipes classificadas |
| 2   | Itália  | 5   | 3 | 1 | 2 | 0 | 4  | 2  | +2 | Equipes classificadas |
| 3   | Croácia | 4   | 3 | 1 | 1 | 1 | 4  | 3  | +1 | Eliminado             |
| 4   | Irlanda | 0   | 3 | 0 | 0 | 3 | 1  | 9  | −8 | Eliminado             |

## Partida
A final do Campeonato Europeu de Futebol de 2012 entre Espanha e Itália foi realizada às 21h45min de domingo, 1 de julho de 2012, no Complexo Esportivo Nacional Olímpico em Kiev, Ucrânia. O público presente foi de 63 170 pessoas. Na tribuna estavam presentes o presidente ucraniano Víktor Yanukóvytch, o herdeiro do trono espanhol Filipe, Príncipe das Astúrias, o presidente italiano Giorgio Napolitano, o primeiro-ministro italiano Mario Monti, o presidente da UEFA Michel Platini, o presidente da FIFA Joseph Blatter, entre outros. Antes do início do jogo foram realizadas as cerimônias de encerramento, que teve uma performance de seiscentos voluntários e da cantora alemã Oceana, esta última cantando a canção tema da competição "Endless Summer". Todo o cerimonial de encerramento teve por volta de doze minutos de duração.
O árbitro da partida foi Pedro Proença de Portugal, que teve os também portugueses Bertino Miranda e Ricardo Santos como auxiliares e Cüneyt Çakır da Turquia como quarto árbitro, além de Jorge Sousa e Duarte Gomes também de Portugal na capacidade de árbitros assistentes adicionais. A bola usada na final foi a variante Finale da Adidas Tango 12, uma interpretação moderna das bolas produzidas pela Adidas na década de 1980. A Espanha entrou em campo com a mesma equipe que tinha enfrentado a Itália na primeira fase e a França nas quartas de final, já a Itália jogou com o mesmo time que enfrentou a Alemanha na semifinal com a exceção da entrada de Ignazio Abate no lugar de Federico Balzaretti na lateral direita. O uniforme usado pela seleção espanhola foi camisa vermelha, calções azuis e meias vermelhas, enquanto os italianos jogaram com camisetas e meiões azuis e calções brancos. O cara ou coroa inicial foi vencido pela Itália, que escolheu o lado do campo enquanto a Espanha ficou com a saída de bola.

### Primeiro tempo

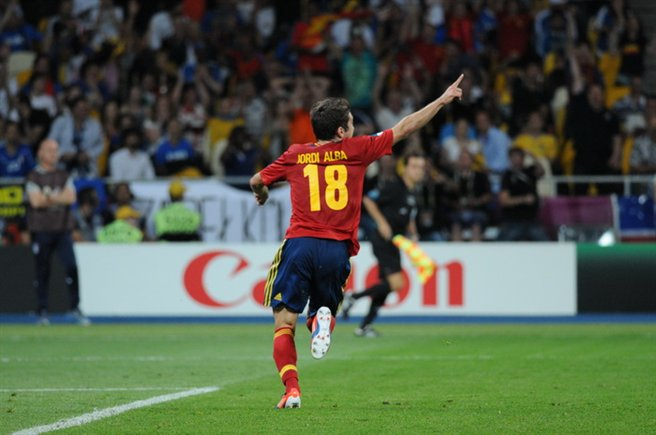
Alba celebrando seu gol, aos 41 minutos.

A partida começou com a Espanha trocando passes entre seus jogadores e a Itália tentando impor sua marcação com o objetivo de conseguir uma roubada de bola. A primeira chance ocorreu logo aos dois minutos, quando Cassano fez jogada na lateral e passou para o meio, com Pirlo chutando para fora e longe do gol. Os espanhóis tiveram sua primeira oportunidade aos seis minutos, quando Sergio Ramos cobrou falta para fora. Um minuto depois Ramos teve outra oportunidade, desta vez cabeceando uma cobrança de escanteio também para fora. Xavi tabelou com Fàbregas na entrada da área aos onze minutos, com o primeiro chutando por cima perto da trave. O primeiro gol da Espanha saiu aos catorze minutos, quando Iniesta lançou Fàbregas pela direita, que conseguiu superar Giorgio Chiellini e cruzar para dentro da área, com Silva cabeçando para dentro.
Os italianos tentaram sair mais para o ataque. Balotelli sofreu falta aos dezesseis minutos, com a cobrança subsequente de Pirlo sendo desviada para escanteio. Casillas em seguida afastou a bola em dois escanteios italianos. Chiellini lesionou a coxa em um carrinho aos vinte minutos, precisando ser substituído um minuto depois por Federico Balzaretti. Gerard Piqué levou o primeiro cartão amarelo da partida aos 25 minutos depois de uma entrada em Cassano. Balzaretti arrancou pela esquerda aos 27 minutos e cruzou para Balotelli, que cabeceou para grande defesa de Casillas. Novas defesas do goleiro espanhol ocorreram aos 29 e 33 minutos, em ambos os casos em jogadas de Cassano. Casillas chutou a bola para o ataque aos 41 minutos, ela ficou com Jordi Alba e ele tocou para Xavi, que por sua vez lançou de volta para Alba chutar na saída do goleiro Gianluigi Buffon e marcar o segundo. Riccardo Montolivo depois ainda conseguiu dar um chute defendido pelo goleiro espanhol. Por fim, Andrea Barzagli fez falta em Iniesta e levou o cartão amarelo.

### Segundo tempo

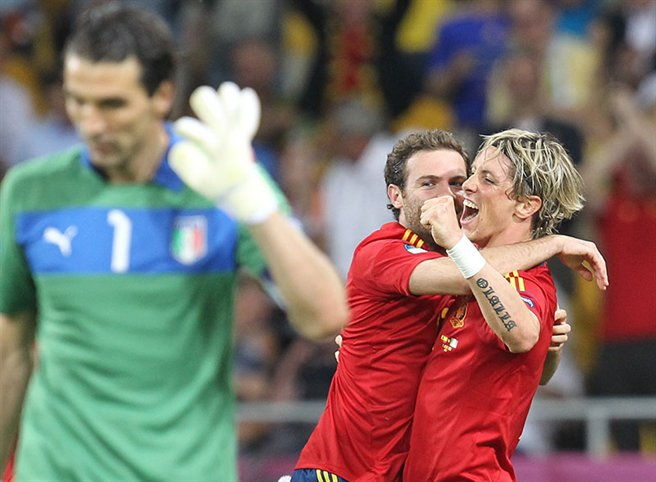
Mata comemora seu gol junto com Torres aos 43 minutos; o frustrado Buffon pode ser visto em primeiro plano.

Cassano foi substituído por Di Natale no intervalo. O jogador cabeceou por cima do gol logo à um minuto de segundo tempo depois de cruzamento de Abate. Di Natale teve nova chance cinco minutos depois ao receber bola dentro da área, porém chutou em cima de Casillas. A Itália fez sua terceira e última substituição aos doze minutos, na saída de Montolivo para a entrada de Motta. No minuto seguinte Pirlo cobrou falta que foi espalmada por Casillas, com Balotelli chutando o rebote para fora. A Espanha fez sua primeira substituição aos catorze minutos, com Pedro entrando no lugar de Silva. Motta se lesionou aos dezesseis minutos, precisando sair de campo e deixando os italianos com apenas dez jogadores pelo restante da partida. Após esses eventos o jogo diminuiu um pouco de ritmo, com a Espanha administrando o resultado e a Itália tendo dificuldades para realizar jogadas.
Novas jogadas espanholas ocorreram aos vinte e 25 minutos, em jogadas envolvendo Iniesta, Fàbregas e Pedro, porém as duas não levaram muito perigo contra o gol italiano. Mais uma substituição da Espanha veio contra a entrada de Torres no lugar de Fàbregas aos trinta minutos. Nova tabela espanhola envolvendo Pedro, Torres e Iniesta ocorreu aos 34 minutos, com a bola sobrando dentro da área para Alba, porém o jogador chutou longe do gol. Xavi recuperou a bola no meio-campo aos 39 minutos, arrancou pela esquerda e tocou para Torres, que entrou na área e chutou por cima de Buffon, marcando o terceiro gol da Espanha. Dois minutos depois ocorreu a terceira e última substituição da partida: Juan Mata no lugar de Iniesta. No minuto seguinte, Torres recebeu novo passe de Xavi dentro da área e tocou para Mata marcar o quarto na saída de Buffon. O jogo já estava no fim e a partida se encerrou depois dos acréscimos com o placar final de 4–0.

### Detalhes
| 1º de julho de 2012 | Espanha                                      | 4–0    | Itália | Estádio Olímpico de Kiev, Kiev, Ucrânia    |
| 21h45min EEST       | Silva 14' · Alba 41' · Torres 84' · Mata 88' | Súmula |        | Público: 63 170 Árbitro: POR Pedro Proença |

| Espanha | Itália |

| G                                            | 1  | Iker Casillas   |     |     |
| LD                                           | 17 | Álvaro Arbeloa  |     |     |
| Z                                            | 3  | Gerard Piqué    | 25' |     |
| Z                                            | 15 | Sergio Ramos    |     |     |
| LE                                           | 18 | Jordi Alba      |     |     |
| M                                            | 8  | Xavi            |     |     |
| M                                            | 16 | Sergio Busquets |     |     |
| M                                            | 14 | Xabi Alonso     |     |     |
| MA                                           | 10 | Cesc Fàbregas   |     | 75' |
| A                                            | 21 | David Silva     |     | 59' |
| A                                            | 6  | Andrés Iniesta  |     | 87' |
| Substituições:                               |    |                 |     |     |
| A                                            | 7  | Pedro           |     | 59' |
| A                                            | 9  | Fernando Torres |     | 75' |
| M                                            | 13 | Juan Mata       |     | 87' |
| Técnico:                                     |    |                 |     |     |
| Vicente del Bosque, 1º Marquês de Del Bosque |    |                 |     |     |

| G                | 1  | Gianluigi Buffon    |     |     |
| LD               | 7  | Ignazio Abate       |     |     |
| Z                | 15 | Andrea Barzagli     | 45' |     |
| Z                | 19 | Leonardo Bonucci    |     |     |
| LE               | 3  | Giorgio Chiellini   |     | 21' |
| V                | 21 | Andrea Pirlo        |     |     |
| AD               | 8  | Claudio Marchisio   |     |     |
| MA               | 18 | Riccardo Montolivo  |     | 57' |
| AE               | 16 | Daniele De Rossi    |     |     |
| A                | 9  | Mario Balotelli     |     |     |
| A                | 10 | Antonio Cassano     |     | 46' |
| Substituições:   |    |                     |     |     |
| Z                | 6  | Federico Balzaretti |     | 21' |
| A                | 11 | Antonio Di Natale   |     | 46' |
| M                | 5  | Thiago Motta        |     | 57' |
| Técnico:         |    |                     |     |     |
| Cesare Prandelli |    |                     |     |     |

| Homem da Partida · Andrés Iniesta Árbitros assistentes · Bertino Miranda · Ricardo Santos Quarto Árbitro · Cüneyt Çakır Árbitros assistentes adicionais · Jorge Sousa · Duarte Gomes | Regras da partida - 90 minutos de tempo regulamentar - 30 minutos de prorrogação, se necessário - Disputa por pênaltis, se empate persistir - Máximo de 3 substituições por equipe |

### Estatísticas
| Espanha |                   | Itália |
| ------- | ----------------- | ------ |
| 8       | Chutes            | 8      |
| 5       | Chutes no gol     | 5      |
| 48%     | Posse de bola     | 52%    |
| 1       | Escanteios        | 3      |
| 6       | Faltas cometidas  | 4      |
| 1       | Impedimentos      | 0      |
| 1       | Cartões amarelos  | 1      |
| 0       | Cartões vermelhos | 0      |

| Espanha |                   | Itália |
| ------- | ----------------- | ------ |
| 6       | Chutes            | 3      |
| 4       | Chutes no gol     | 1      |
| 57%     | Posse de bola     | 43%    |
| 2       | Escanteios        | 0      |
| 11      | Faltas cometidas  | 6      |
| 2       | Impedimentos      | 3      |
| 0       | Cartões amarelos  | 0      |
| 0       | Cartões vermelhos | 0      |

| Espanha |                   | Itália |
| ------- | ----------------- | ------ |
| 14      | Chutes            | 11     |
| 9       | Chutes no gol     | 6      |
| 52%     | Posse de bola     | 48%    |
| 3       | Escanteios        | 3      |
| 17      | Faltas cometidas  | 10     |
| 3       | Impedimentos      | 3      |
| 1       | Cartões amarelos  | 1      |
| 0       | Cartões vermelhos | 0      |

## Repercussão
O Troféu Henry Delaunay foi entregue ao capitão da Espanha, Iker Casillas, pelo presidente da UEFA Michel Platini. À medida em que o troféu era levantado, a música Heart of Courage by American foi executada nos alto-falantes do estádio.